# Pleurotaenium constrictum
Pleurotaenium constrictum là một loài Song tinh tảo trong họ Desmidiaceae, thuộc chi Pleurotaenium.